# Портедж (міст)
Міст Портедж (англ. Portage Bridge), міст Портаж (фр. Pont du Portage) — міст через річку Оттава нижче за течією від моста Шодьєр. З'єднує столицю Канади Оттаву з містом Гатіно.

## Розташування
Міст з'єднує Оттаву (в районі Веллінгтон-стріт, Сад провінцій і територій) з містом Гатіно (Квебек), де переходить в бульвар Мезоннев у місці його перетину з вулицею Лорьє й бульваром Александра Таше в секторі Галл. Проходить через острів Вікторія.
Безпосередньо біля мосту, в Гатіно, розташований комплекс урядових хмарочосів, що носять в пам'ять про колишні волоки (а також по асоціації з мостом) назви Portage I, Portage II і т. д.

## Історія
Міст споруджений за рішенням Національної столичної комісії й відкритий у 1973 році.
Названий на честь історичного волока (англ. і франц. portage) в обхід Шодьєрських водоспадів і порогів, що закінчувалися в місці, де зараз розташований міст.